# Happy Tree Friends
Happy Tree Friends je série flashových kreslených animací, každá je dlouhá zhruba jednu až dvě minuty. Tvůrcem je společnost Universal Television a autoři jsou Kenn Navarro, Aubrey Ankrum a Rhode Montijo. Vydávány jsou od roku 1999.
Přestože celé prostředí připomíná kreslené seriály pro malé děti a vypadá velmi infantilně a nevinně, ve skutečnosti je každá epizoda plná brutality a násilí. Happy Tree Friends lze tedy srovnat například s fiktivním seriálem Itchy & Scratchy z pořadu Simpsonovi.
Příběhy epizod začínají nějakou běžnou činností, která se však brzy zvrhne v krveprolití plné brutality. Pouze ve dvou ze čtyřiceti osmi epizod žádné z celkem 20 zvířátek nezahyne (i v nich jsou však smrtelně zraněna). Všechny díly jsou bez mluvených dialogů, ty jsou v nich pouze naznačeny mumláním jednotlivých postav. Po skončení každé z epizod následuje určité ponaučení.
Kromě epizod existují ještě bonusové flashe (většinou k nějaké události, např. vánoční, velikonoční, valentýnský), vždy s jediným hrdinou a přímou účastí diváka, který vybírá většinou ze 3 možností, jak se bude příběh odvíjet.
Všechny tři série Happy Tree Friends vyšly na DVD, v Česku je na podzim 2006 vysílala hudební televize Óčko, vždy pozdě večer.

## Postavičky
- Cro-Marmot – prasvišť zamrzlý v kostce ledu
- Cub – malé batole, syn Popa
- Cuddles – žlutý zajíček, který vždy skončí v krvi
- Disco Bear – medvídek, fanoušek diska, kterého od smrti nezachrání ani dokonalý vzhled a taneční kreace
- Flaky – dikobrazice, známá díky svému neustálému strachu a neomezenému počtu lupů na ostnech
- Flippy – tento zelený medvídek je v sérii zobrazen jako vysloužilý voják, chová se normálně jako ostatní jen do chvíle, než je mu připomenuto jeho vojenské nasazení (např. „výstřel“ z výfuku, zvonění elektrického zvonku, kečup-krev, praskání ohně, ťukání datla do stromu, karate film, atp.), poté se z něho stává sadistický ničitel
- Giggles – milá, hodná, růžová děnka,
- Handy – bezruký a přesto zručný bobr-opravář
- Lammy – přátelská, laskavá, fialová ovečka, nosící bílý pletený svetr, trpí (pravděpodobně) schizofrenií
- Lifty – zelený mýval, dobrý zloděj a parťák Shiftyho
- Lumpy – los, který je v celé sérii nejhloupější, dělá nejvíce naprosto banálních omylů, vedoucích ke krutým následkům, zřejmě nejznámější a nejoblíbenější postava v Happy Tree Friends
- Mime – fialový sob, vyjadřuje se beze slov pomocí mimiky a gestikulace
- Mole – jako správný krtek, je i toto zvířátko slepé, což často končí tragédií
- Mr. Pickels – zlá, sadistická okurka, nosící cylindr a knír
- Nutty – veverka, která nadevše miluje sladkosti v jakékoliv formě
- Petunia – tmavomodrý skunk, který při útoku vždy nejvíce řve
- Pop – starostlivý, špatný otec Cuba, oblečen v županu, kouří dýmku
- Russell – mořská vydra, pirát s klasickým hákem místo ruky a dřevěnýma nohama
- Shifty – zelený mýval, dobrý zloděj a parťák Liftyho
- Sniffles – mravenečník – šprt, většinou v epizodách vystupuje jen se svojí oblíbenou potravou, je charakteristický pro svůj předlouhý chobot
- Splendid – poletuška, parodující různé superhrdiny, nejčastěji Supermana
- Toothy – fialový bobr, s pihami a velkými zuby
- Buddhist monkey – hlavní postava fiktivního seriálu "Ka-Pow!", s motivy karate a kung-fu

## Televizní seriál
V roce 2006 vznikl také animovaný televizní seriál Happy Tree Friends, který byl ten rok premiérově vysílán na americké kabelové televizi G4.